# Charles Revet
Pour les articles homonymes, voir Revet.
Charles Revet est un homme politique français, né le 9 novembre 1937 à Turretot et mort le 30 novembre 2021 dans la même commune. 

## Biographie
Charles Revet est agriculteur de profession.
Aux élections législatives de 1973, il est suppléant d'André Bettencourt.
En 1977, le député de Seine Maritime André Bettencourt pressent que la montée de la gauche lui fera perdre son siège aux prochaines élections, et décide de se présenter aux élections sénatoriales. Il cherche à désigner un successeur et contacte les Renseignements généraux français pour demander à leur organisme de sondage de l'opinion publique qui aura le plus de probabilités d'être élu, entre Charles Revet et un jeune énarque maire d'une commune proche. Le commissaire Piera, chargé de l'affaire, invente qu'un sondage interne des RG indique que Revet aurait le plus de probabilités d'être élu. Revet est choisi par Bettencourt, et finit par gagner l'élection en 1978.
En 1981, Revet perd son siège de député. Il le regagne en 1986.
il est élu sénateur de Seine-Maritime le 24 septembre 1995, réélu le 26 septembre 2004 et le 28 septembre 2014. Il démissionne le 30 septembre 2019.
En août 2019, après le décès de Philippe Madrelle, il devient le doyen du Sénat. Il démissionne le mois suivant.
Il meurt dans la nuit du 29 au 30 novembre 2021.

## Détail des mandats
- Député de la 5e circonscription de la Seine-Maritime de 1978 à 1981
- Député de la Seine-Maritime de 1986 à 1988
- Député de la 9e circonscription de la Seine-Maritime  de 1993 à 1995
- Conseiller général de la Seine-Maritime ; conseiller général du canton de Criquetot-l'Esneval de 1973 à 2011
- Président du conseil général de la Seine-Maritime de 1993 à 2004
- Conseiller régional de Haute-Normandie
- Maire de Turretot de 1965 à 2001
- Président de la communauté de communes du canton de Criquetot-l'Esneval jusqu'en 2014
- Président du SIAEPA de la région de Criquetot l'Esneval jusqu'en  2017
- Président du Syndicat Interdépartemental de l'Eau Seine Aval[4], (SIDESA) (1983-2017), successeur d'André Bettencourt. Laurent Vasset, Maire d'Angerville-la-Martel, 1er vice-président de l'Agglo Fécamp Caux Littoral, lui succède le 25 septembre 2017.

## Publications
- La France périclite…, 2019 (ISBN 978-2-900314-18-0).